# Colldejou
Colldejou és un municipi de la comarca del Baix Camp, que es troba al límit del Baix Camp amb el Priorat, i al peu de la Serra de Llaberia i de la Mola de Colldejou (914 m). El terme és molt muntanyós, ocupat en la seva major part per boscos, i poc apte per al cultiu. L'única via de comunicació és la carretera local que va de Mont-roig a la Torre de Fontaubella. Una part del seu terme, la vall de Maçanes, pertany al Priorat geogràfic, i enllaça amb el Camp a través del Coll del Guix, de 640 metres d'altitud.

## Geografia
- Llista de topònims de Colldejou (Orografia: muntanyes, serres, collades, indrets..; hidrografia: rius, fonts...; edificis: cases, masies, esglésies, etc).

## Història
Es creu que la zona ja va estar habitada durant la prehistòria tal com semblen indicar les eines de pedra que s'han trobat dins del terme municipal. L'origen del municipi no és clar: mentre que algunes fonts indiquen que és en una alqueria sarraïna, Eduard Toda li atribueix un origen romà i cita un document de 1172 que fa referència a un "Collem Jugui". Apareix per primera vegada documentat en 1154, en una butlla emesa per Anastasi IV.
Va passar a les mans del monestir de Sant Miquel d'Escornalbou en 1197 per cessió d'Albert I de Castellvell, titular de la Baronia de Castellvell, que el retenia sense dret després de la donació feta pel seu oncle de nom homònim. El 1203, Arnau de Ribes cedia també a Escornalbou el Monjou, conegut ara com La Mola. Amb això, el municipi quedava a les mans de l'església i integrat a la baronia d'Escornalbou. Va formar part de la Comuna del Camp des de 1586 fins a 1669.
A la Mola de Colldejou, coneguda pels habitants de la comarca només com La Mola, hi ha documentada una ascensió d'un grup de reusencs membres del Centre de Lectura el 18 de juliol de 1860 per a observar-hi un eclipsi solar. Aquesta va ser la primera excursió reusenca documentada i una de les primeres de Catalunya, tot i que el mòbil va ser més científic que esportiu.

## Cultura
L'església parroquial està dedicada a Sant Llorenç. És d'àmplies dimensions i té annex un campanar de base octogonal. També és interessant la Mare de Déu de les Malalties, situada al Mas de Magrinyà.
Queden encara visibles algunes restes de la muralla que va envoltar la població, construïda durant les Guerres Carlistes. restes d'un fortí de la mateixa època es troben vora La Mola.
Colldejou celebra la seva festa major el mes d'agost, coincidint amb la festivitat de Sant Llorenç. Era tradicional que pel ball de la festa major, fossin les noies les que triessin la parella. La festa major d'hivern té lloc el 23 d'octubre, festivitat de Sant Rafael.
Actualment a Colldejou hi ha tres associacions culturals:
- Associació de Veïns i Amics La Mola.
- Centre Cultural de Colldejou.
- Associació de dones de Colldejou.

Els gegants de Colldejou són el Fumat i la Fumada, que representen un llenyetaire-carboner i la seva dona. També compten amb l'Espantall que és un gegant manotes i l'adopció de la gegantona senyoreta Remei. Lo Collet és la revista local que té format en paper i digital.
És també interessant la realització d'excursions al cim de la Mola de Colldejou, des d'on es pot arribar a veure el riu Ebre en dies clars.

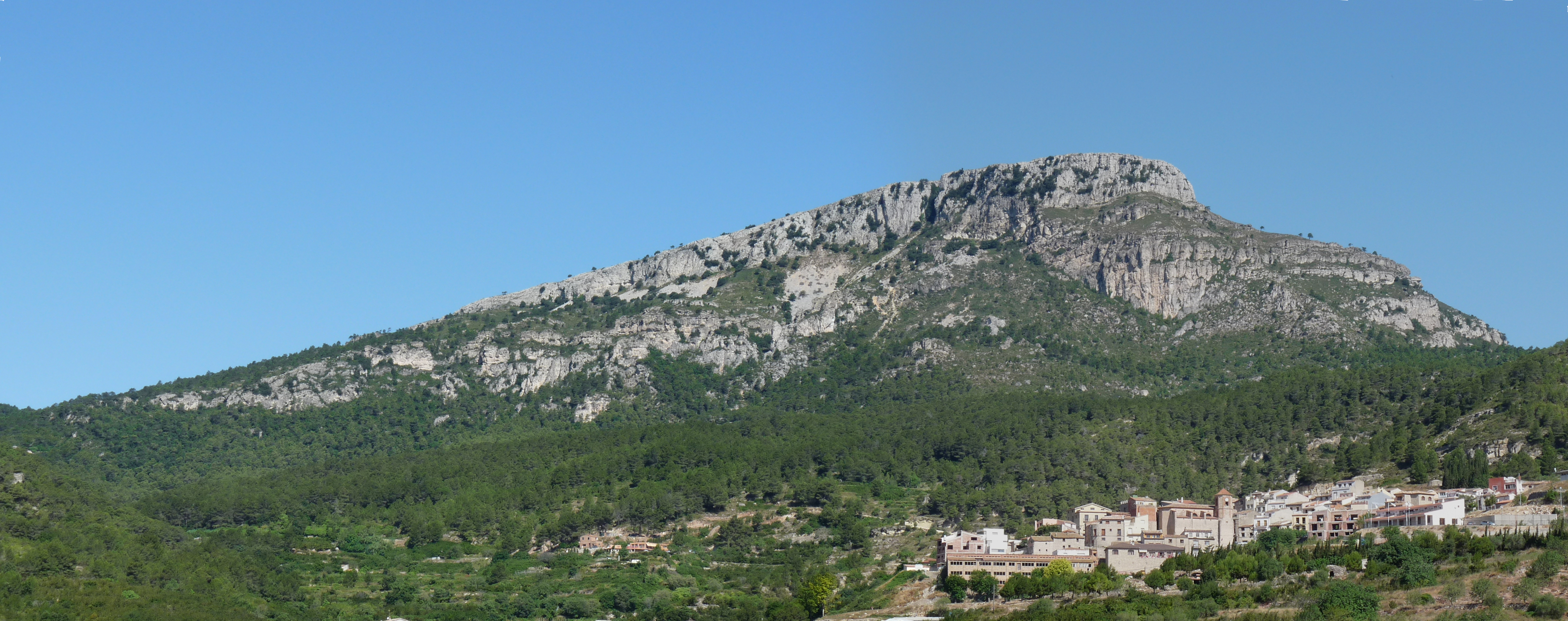
Colldejou al peu de la mola

## Economia
Malgrat l'orografia adversa, la principal activitat econòmica del municipi és l'agricultura de secà i l'explotació forestal. Els cultius més destacats són avellaners, vinyes i ametllers. S'ha de destacar l'abandó de l'activitat ramadera i de l'avicultura així com de la indústria del carbó i el guix. El poble disposava de cooperativa agrícola des de 1954, que actualment ja no existeix. Situat a l'extrem de ponent del Camp de Tarragona, el poble té fama de boirós, i pertany des de sempre al bisbat de Tortosa per la jurisdicció eclesiàstica.

## Demografia
| 1497 f | 1515 f | 1553 f | 1717 | 1787 | 1857 | 1877 | 1887 | 1900 | 1910 |
| ------ | ------ | ------ | ---- | ---- | ---- | ---- | ---- | ---- | ---- |
| 8      | 9      | 13     | 77   | 254  | 421  | 418  | 447  | 403  | 419  |

| 1920 | 1930 | 1940 | 1950 | 1960 | 1970 | 1981 | 1990 | 1992 | 1994 |
| ---- | ---- | ---- | ---- | ---- | ---- | ---- | ---- | ---- | ---- |
| 358  | 315  | 292  | 226  | 232  | 192  | 178  | 188  | 191  | 191  |

| 1996 | 1998 | 2000 | 2002 | 2004 | 2006 | 2008 | 2010 | 2012 | 2014 |
| ---- | ---- | ---- | ---- | ---- | ---- | ---- | ---- | ---- | ---- |
| 196  | 193  | 198  | 196  | 194  | 190  | 186  | 181  | 177  | 172  |

| 2016 | 2018 | 2020 | 2022 | 2024 | 2026 | 2028 | 2030 | 2032 | 2034 |
| ---- | ---- | ---- | ---- | ---- | ---- | ---- | ---- | ---- | ---- |
| 171  | 170  | 168  | 172  | 160  | -    | -    | -    | -    | -    |

## Política

### Eleccions al Parlament de Catalunya del 2021
| Candidatura | Candidatura   | Cap de llista   | Vots | Regidors | % vots |
| ----------- | ------------- | --------------- | ---- | -------- | ------ |
|             | Junts         | Laura Borràs    | 53   |          |        |
|             | ERC           | Pere Aragonès   | 32   |          | 28,45  |
|             | CUP           | Dolors Sabaté   | 5    |          |        |
|             | PSC           | Salvador Illa   | 4    |          |        |
|             | En Comú Podem | Jéssica Albiach | 3    |          |        |
|             | VOX           | Ignacio Garriga | 1    |          |        |
|             | Vots en blanc |                 | 2    |          | 0,81   |
|             | Nul           |                 | 1    |          | 1,63   |
| Total       | Total         | 101             | 101  |          | 71,12  |